# Ćojluk
Ćojluk är en ort i Bosnien och Hercegovina.   Den ligger i entiteten Federationen Bosnien och Hercegovina, i den centrala delen av landet, 100 km norr om huvudstaden Sarajevo. Ćojluk ligger 300 meter över havet och antalet invånare är 133.
Terrängen runt Ćojluk är huvudsakligen kuperad, men åt nordväst är den platt.Runt Ćojluk är det ganska tätbefolkat, med 93 invånare per kvadratkilometer.. Närmaste större samhälle är Gračanica, 16,9 km väster om Ćojluk. 
Omgivningarna runt Ćojluk är en mosaik av jordbruksmark och naturlig växtlighet.